# Wyspy Anjou
Wyspy Anjou, Wyspy Anżu (ros.: острова Анжу, ostrowa Anżu) – centralna i zarazem największa grupa wysp w archipelagu Wysp Nowosyberyjskich. W jego skład wchodzą wyspy Kotielnyj, Nowa Syberia i Bielkowskij. Ogólna powierzchnia wysp wynosi ok. 29 tys. km².
Krajobraz wysp jest równinny, z przewyższeniami do 60–80 metrów. Najwyższy punkt położony jest na wyspie Kotielnyj, jest to góra Małakatyn-Tas.
Nazwa archipelagu pochodzi od nazwiska rosyjskiego badacza Arktyki, Piotra Anjou, prowadzącego badania na wyspach w latach 1821–23.